# الكوكب الأزرق
الكوكب الأزرق (بالإنجليزية: The Blue Planet)‏ هي سلسلة تلفزيونية وثائقية بريطانية من إنتاج البي بي سي، بثت السلسلة لأول مرة في 12 سبتمبر 2001 ورواها وقدمها ديفيد أتينبارا. فازت السلسلة بعدة جوائز إيمي.

## وصلات خارجية
- الكوكب الأزرق على موقع IMDb (الإنجليزية)
- الكوكب الأزرق على موقع روتن توميتوز (الإنجليزية)
- الكوكب الأزرق على موقع نتفليكس (الإنجليزية)
- الكوكب الأزرق على موقع ليتربوكسد (الإنجليزية)
- الكوكب الأزرق على موقع كينوبويسك (الروسية)
- الكوكب الأزرق على موقع قاعدة بيانات الفيلم (الإنجليزية)